# Francesco Tomei
Francesco Tomei (* 19. Mai 1985 in Lucca) ist ein ehemaliger italienischer Radrennfahrer.

## Karriere
Die größten Schlagzeilen machte Tomei noch vor Beginn seiner Profikarriere, als er in den Jahren 2005 und 2006 bei den Italienischen Meisterschaften im Einzelzeitfahren der U23-Klasse jeweils den zweiten Platz belegte. 2007 wurde er dann Berufsradfahrer und unterzeichnete beim Professional Continental Team CSF Group-Navigare. Nach zwei Jahren wechselte er schließlich zum ProTeam Lampre-N.G.C. Dort kam er dann auch erstmals bei der Vuelta a España zum Einsatz, beendete diese jedoch nach der 11. Etappe vorzeitig. Nach Anlauf der Saison 2010 beendet er seine Laufbahn als Aktiver.

## Teams
- 2007 Ceramica Panaria-Navigare
- 2008 CSF Group-Navigare
- 2009 Lampre-N.G.C.
- 2010 ISD-Neri

## Erfolge
2005
- Italienische Meisterschaft – Einzelzeitfahren (U23)

2006
- Italienische Meisterschaft – Einzelzeitfahren (U23)